# Smekmånad (film)
Smekmånad är en svensk svartvit film från 1972 med regi och manus av Claes Lundberg. I rollerna ses bland andra Lena Lindgren, Christer Enderlein och Marvin Yxner. Filmen är Lundbergs första och enda filmregi.

## Om filmen
Inspelningen ägde rum i två omgångar. Första inspelningsomgången var mellan 18 november och 5 december 1969 och då spelades det som skulle bli filmens andra del in. Andra inspelningsomgången ägde rum mellan den 15 juni och 15 juli 1971. Inspelningsplatser var Europafilms studio i Sundbyberg, Falun, Norrköping och Stockholm. Fotograf under inspelningen var John Olsson och originalmusik komponerades av Jan Brodin. FIlmen klipptes ihop av Lars Hagström och Margit Nordqvist och premiärvisades den 22 mars 1972 på biografen Camera i Malmö.

## Handling
Carl träffar Inger via en kontaktannons. De förälskar sig i varandra, flyttar ihop men inser efterhand att de är mycket olika. Trots detta bestämmer de sig för att gifta sig. På vägen hem från bröllopet faller de igenom ett hål i gatan och ner i kloaksystemet, där de tvingas tillbringa sin smekmånad. Dagar blir till veckor och maktbalansen mellan de båda ändras och Ingrid härskar till slut helt över sin man. De kommer aldrig att komma ut ur kloaksystemet.

## Rollista
- Lena Lindgren – Inger
- Christer Enderlein – Carl
- Marvin Yxner – Tarzan
- Lena-Pia Bernhardsson – Eva
- Tord Peterson – konsumföreståndaren
- Carl Billquist – försäljaren
- Lars Hansson – Berg
- Boel Höjeberg	– flicka i parken
- Rose-Marie Nordenbring – flicka i parken
- Meta Velander – fru Eriksson

### Fotnoter
1. 1 2 3  ”Smekmånad”. Svensk Filmdatabas. http://sfi.se/sv/svensk-filmdatabas/Item/?itemid=4894&type=MOVIE&iv=Basic&ref=/templates/SwedishFilmSearchResult.aspx?id%3d1225%26epslanguage%3dsv%26searchword%3dsmekm%C3%A5nad%26type%3dMovieTitle%26match%3dBegin%26page%3d1%26prom%3dFalse. Läst 28 april 2013.